# Synagoge (Markelsheim)

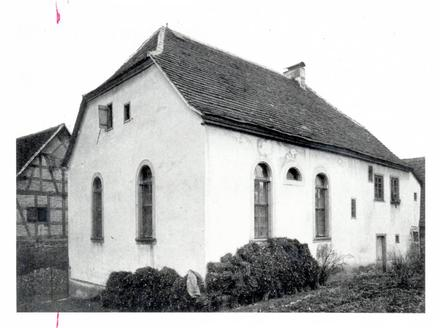
Synagoge in Markelsheim im Jahr 1932 (Foto: Landesarchiv Baden-Württemberg)

Die ehemalige Synagoge in Markelsheim, einem Ortsteil von Bad Mergentheim im Main-Tauber-Kreis, wurde im Jahre 1654 errichtet.

## Geschichte
1654 war in einem jüdischen Haus ein Betsaal vorhanden, bei welchem im März selben Jahres ein Fenster eingeworfen wurde. Der Steinwurf wurde daraufhin untersucht. Es wird angenommen, dass das Haus Manasse und seinem Sohne Moyses gehörte, welche die Stellung der Ordensschutzjuden an der Tauber und am Neckar innehatten. Bis 1756 wurden wegen der geringen Anzahl an jüdischen Einwohnern keine Gottesdienste mehr in Markelsheim abgehalten. Trotz der Beschwerde durch Pfarrer Johann Adam Anton Schreiber und dem Wunsch, zusammen mit den Juden aus Elpersheim das anstehende Passahfest zu feiern, untersagte die Regierung das Feiern des besagten Festes. Auf Grund früherer Schuldbriefe war ihnen trotzdem eine „Judenschule“ gestattet.
1825 beschloss die Gemeinde auf Grund der wachsenden jüdischen Bevölkerung, eine Synagoge zu bauen. Mit 3600 Gulden wurde ein Haus gekauft und 1827 die Baugenehmigung erteilt. Ein Jahr darauf wurde der Bau beendet. Die Synagoge hatte Platz für 68 Männer und knapp 50 Frauen mit einer Länge von 10,88 Metern, einer Breite von 7,73 Metern und einer Höhe von 5,15 Metern.
Im Jahr 1832 wurden die Juden der jüdischen Gemeinden Igersheim und der jüdischen Gemeinde Markelsheim zu einer Gemeinde vereint. Trotz bereits vorhandener Synagoge in Markelsheim wurde dennoch die Synagoge Igersheim im 19. Jahrhundert als Hauptort bestimmt. Die Markelsheimer Synagoge wurde seit 1900 von den Igersheimer Juden besucht. Das Synagogengebäude in der Straße Kirchgängle 7 wurde 1954 zu einem Wohnhaus umgebaut, eine Bodenplatte mit Stern verbleibt dennoch bis heute im Keller des Hauses.